# Cléville (Sekwana Nadmorska)
Cléville – miejscowość i gmina we Francji, w regionie Normandia, w departamencie Sekwana Nadmorska.
Według danych na rok 1990 gminę zamieszkiwały 164 osoby, a gęstość zaludnienia wynosiła 30 osób/km² (wśród 1421 gmin Górnej Normandii Cléville plasuje się na 736. miejscu pod względem liczby ludności, natomiast pod względem powierzchni na miejscu 650.).